# Koriukivka
Koriukivka (în ucraineană Корюківка) este orașul raional de reședință al raionului Koriukivka din regiunea Cernigău, Ucraina. În afara localității principale, mai cuprinde și satele Lebiddea și Trudovîk.

## Demografie
Componența lingvistică a orașului Koriukivka
     Ucraineană (95,35%)
     Rusă (4,33%)
     Alte limbi (0,23%)
Conform recensământului din 2001, majoritatea populației orașului Koriukivka era vorbitoare de ucraineană (95,35%), existând în minoritate și vorbitori de rusă (4,33%).